# Arena stade couvert de Liévin
L'Arena Stade Couvert de Liévin est un complexe sportif polyvalent et événementiel de 34 000 m² situé à Liévin, dans le Pas-de-Calais. 
Il accueille de nombreuses et diverses manifestations sportives, culturelles et économiques d’envergure régionale, nationale et internationale. Implanté au centre d’un pôle d’excellence sportif unique en son genre de 9 hectares, il est aujourd’hui une véritable référence en termes d’équipement.
Depuis des travaux de rénovation et d'agrandissement entre 2007 et 2009, la capacité de la salle polyvalente est désormais de 14 000 places pour les concerts et de 6 000 places pour les événements sportifs comme le Meeting international d'athlétisme, événement phare de la structure qui a fortement contribué à sa réputation.
Le complexe comprend également un hébergement de 220 places, un self-restaurant de 350 places, un amphithéâtre de 300 sièges, 12 salles de réunion et de formation ainsi que 4 salons réceptifs.

## Histoire
En 1982, les travaux de construction du Stade Couvert Régional (ancien nom) commencent après 10 ans de réflexions sur la création d'un grand équipement destiné à l'athlétisme dans le Nord-Pas de Calais. Ceux-ci se terminent en décembre 1985 et l'équipement, propriété de la ville de Liévin, est inauguré en janvier 1986.
Cette même année, commence la construction du CRAF (Centre Régional d'Accueil et de Formation) pour l'hébergement et la formation de sportifs de haut-niveau et ouvre ses portes en septembre 1988.
Lors de la candidature de Lille pour l'organisation des Jeux olympiques d'été de 2004, le stade couvert est retenu pour accueillir les épreuves de badminton.
En juillet 2006, des travaux de restructuration du Stade Couvert Régional et du CRAF débutent et se terminent deux ans et demi plus tard, en février 2009. 
En 2010, le stade change de nom : le Stade Couvert Régional de Liévin est rebaptisé en Arena Stade Couvert de Liévin, symbolisant la jonction entre le CRAF et le Stade Couvert Régional.
Dans le même temps, la ville de Liévin se retire du Syndicat Mixte pour l'exploitation, désormais constitué de la Région Hauts-de-France, de la Communauté d'agglomération de Lens-Liévin et du Pas-de-Calais. 
D'octobre 2012 à avril 2017, la partie Arène est fermée pour des travaux de réhabilitation de la charpente, pendant que les activités liées à l'hébergement, la restauration et la formation continuent. 
Depuis avril 2017, l'Arena est de nouveau ouverte et totalement opérationnelle. 
Courant 2018, le prestigieux Meeting international d'athlétisme (meeting nommé 11 fois no 1 Mondial des meetings en salle et où 8 records mondiaux ont été établis) réapparait au calendrier World Athletics Indoor Tour de la fédération internationale d'athlétisme et l'édition de 2020 est designée meilleur meeting en salle de tous les temps, notamment devant ceux de Boston, Madrid, Glasgow ou encore Düsseldorf. 
En octobre 2020, l'Arena Stade Couvert de Liévin est officiellement retenue pour être centre de préparation des Jeux olympiques d'été de 2024.

## Événements majeurs

### Sports
- Athlétisme :
  - Meeting international d'athlétisme (vingt-six éditions depuis 1988)
  - Championnats de France d'athlétisme en salle (quinze éditions depuis 1986)
  - Championnats d'Europe d'athlétisme (1986, 1987,1997,2006)

- Handball : 
  - France - Pays-Bas (1994)
  - France - Allemagne (1996)
  - France - Serbie (2011)

- Basket-ball :
  - Final four de l'Euroligue féminine de basket (2002)
  - France - Belgique (2011)

- Volley-ball : 
  - France - URSS (1987)
  - France - Brésil (1990)
  - France - Serbie (2009)

- Coupe d'Europe de hockey (1986,1987,1997)
- Championnats du monde de X-Trial motocross (1993, 1995, 2002, 2003, 2004, 2021)
- Championnats de France de karaté FFST (1998)
- Championnat du monde d'agility (2003)
- Championnats de France de gymnastique rythmique (2003, 2009, 2021)
- Championnats du monde de gymnastique acrobatique (2004)
- Départ de la course de cyclisme les 4 jours de Dunkerque (2005)
- Tennis : rencontre de Fed Cup France-États-Unis (2010)
- Catch : Raw Wrestlemania Revenge Tour (2010)
- Indoor Moto Show (2010)
- Championnat de France de judo (2011)
- Coupe du monde de lutte féminine (2011)
- Championnats de France de breakdance (2017, 2018, 2019)
- Liévin Triathlon Indoor Festival (2019, 2021, 2022)
- Championnats d'Europe de badminton par équipes (2020)

De nombreuses autres manifestations sportives telles que du football en salle, de la boxe, du tennis de table, du buggy, de l'escrime, du tir à l'arc, du billard, du patinage, du duathlon, de la colombophilie etc.
De plus, le complexe accueille des délégations étrangères venant se préparer dans le cadre de compétitions internationales :
| Athlétisme          | Football            | Handball  | Volleyball | Basketball    | Cyclisme         | Rugby   | Judo      | Tennis de table |
| Arabie Saoudite     | Australie           | Groenland | Oman       | Algérie       | Nouvelle Zélande | Pologne | Venezuela | Chili           |
| Emirats Arabes Unis | Burkina Faso        | France    | Brésil     | Belgique      | Australie        | Russie  |           |                 |
| Oman                | Congo               | Bahrein   | France     | Côte d'Ivoire | Hollande         |         |           |                 |
| Tunisie             | Cuba                | Japon     |            | France        |                  |         |           |                 |
| Qatar               | Kenya               |           |            | Mali          |                  |         |           |                 |
| France              | Oman                |           |            |               |                  |         |           |                 |
| Pologne             | Vietnam             |           |            |               |                  |         |           |                 |
| Algérie             | Pologne             |           |            |               |                  |         |           |                 |
| Chili               | Qatar               |           |            |               |                  |         |           |                 |
| Nouvelle-Zélande    | Koweit              |           |            |               |                  |         |           |                 |
|                     | Malaisie            |           |            |               |                  |         |           |                 |
|                     | Roumanie            |           |            |               |                  |         |           |                 |
|                     | Grèce               |           |            |               |                  |         |           |                 |
|                     | Emirats Arabes Unis |           |            |               |                  |         |           |                 |

### Concerts
- Johnny Hallyday (1987, 1990, 1992, 1995, 2012)
- The Cure (1987,1989,1992, 2022)
- Indochine (1988)
- Jean-Jacques Goldman (1988)
- France Gall (1988)
- Julien Clerc (1988, 1993)
- Stevie Wonder (1989)
- Depeche Mode (1990, 1993, 2010). Le groupe y a enregistré la majorité des titres de son album live Songs of Faith and Devotion Live lors du concert du 29 juillet 1993.
- Michel Sardou (1991,1993, 1995,1998,2005)
- ACDC (1996)
- Céline Dion (1996)
- Supertramp (1997, 2000, 2001)
- Eddy Mitchell (1997,2000,2001)
- Charles Aznavour (1998)
- Garou (2002)
- Muse (2009)
- Scorpion (2010)
- Mika (2010)
- Age tendre et têtes de bois (2010)
- M. Pokora (2011)
- Chantal Goya (2011)
- Florent Pagny (2011)
- Patrick Fiori (2011)
- David Guetta (2012)
- 35 ans de Contact FM avec Louane, Arcadian, Amir, Bob Sinclar,  Dadju, Slimane etc. (2017)
- Tadao Horizon Music Live avec Bob Sinclar, Christophe Willem, Synapson, Julian Perretta, Maëva Coucke, etc. (2018)
- Maitre Gims (2018)

### Spectacles
- Starmania (1995, 1997, 2000, 2001)
- La Belle et la bête sur glace (1996)
- Les enfoirés (2001)
- Star Academy (2002)
- Grand Bal Kubiak (2002, 2005, 2009)
- Le Téléthon (2003, 2004)
- Cirque de Moscou sur glace (2004)
- Orchestre National de Lille (2002, 2004, 2005)
- Le Cadre noir de Saumur (2010)
- Le Lac des cygnes (2011)
- Dany Boon (2018)

Beaucoup d'autres spectacles sur glace, de danse, de magie, de cirque, d'humour etc. se déroulent dans l'enceinte de l'Arena Stade Couvert de Liévin. 

### Événements d'entreprise
L'Arena Stade Couvert accueille également des salons (automobile, mariage, voyage, immobilier, orientation, emploi), shootings photos, forums, réceptions, concours, congrès, conventions, séminaires etc. 